# 安边起义旧址
安边起义旧址是位于陕西省榆林市定边县安边镇的文物保护单位，用以纪念1945年10月25日驻安边的国民军陆军新编第十一旅代旅长曹又参和中共地下领导人牛化东率领2000多名官兵在安边武装起义。旧址建筑包括安边起义指挥部旧址（定边镇原文昌阁遗址）、安边起义纪念碑、安边起义纪念馆。安边起义纪念碑于2005年8月20日定边县委县政府在安边城东靖王高速公路安边站入口旁竖立。安边起义纪念馆2015年10月25日开馆。安边起义纪念馆位于定边县安边镇东南侧，布展面积420平方米，分“安边起义纪念厅”和“安边历史厅”两个厅。

## 起义历史
1945年10月，胡宗南认为新十一旅的主官和第1团不可靠，决定将新十一旅调至包头改编，彻底制裁。代旅长曹又参赴榆林请示邓宝珊。1945年10月15日，新十一旅第二团副团长张鼎丞与任怀义到安边镇的第一团游说接受国民党改编为正规军，第第一团第三连连长赵武臣说如果一团不接受改编，二团将于10月28日以长途野营名义奔袭安边镇。赵武臣是地下党，转身向地下党组织负责人副团长牛化东、四连长冯世光汇报，10月20日派遣冯世光、旅参谋主任王子庄去定边向八路军警三旅旅长贺晋年汇报。三边地委请示党中央和西北局同意，10月23日通知王子庄“欢迎起义”，定于10月27日起义。10月24日王子庄回到旅部，三边地委命联络参谋葛升（三边专署保安科长）随王子庄返回安边参加起义领导工作。当时新十一旅有26个连3000多人，党直接指挥的有8个连，可争取的中间势力有9个连。10月24日晚成立起义指挥部，牛化东任总指挥，王子庄任副总指挥，指挥部设于安边城原文昌阁遗址，重新部署了城防岗哨，派高昆山去白泥井的柴明堂二营驻地传达起义命令，调朱子春的第六连来安边镇作为机动力量，对宁条梁的第二团严密警戒，派冯世光回定边向军分区汇报起义计划。10月25日凌晨，李树林(李友竹)派王生义首先控制旅部，扣押了新十一旅参谋长石佩玖、副旅长兼政工处长吴棻、副官长任怀义、定边县党部书记长王寿昌、及县公安局长、税务局长、邮政局长，冯世光带兵到骡马大车店“万发店”逮捕第二团副团长张鼎丞，因拘捕被击毙。25日下午张文舟率八路军警七团4个连赶到安边镇并接防。10月26日，贺晋年到安边镇，部署进攻宁条梁的第二团：警八团的6个连从吴旗赶来进攻南门，警七团的2个连进攻西门（另2个连留守安边镇），警九团和新十一旅第一团的1个营进攻北门。10月27日，在安边镇召开了起义部队和警三旅的誓师大会，三边地委书记高峰、专员吴志渊、警三旅参谋长张文舟讲话，新十一旅参谋主任王子庄宣布新十一旅为反对蒋介石发动内战，举行武装起义。10月28日进攻宁条梁战斗打响，11月3日攻入，击毙了第二团团长史钫城以下100余人，俘虏炮兵连长慕寿山以下800余人。堆子梁的守军周效武营400余人大部分逃往榆林，一部分到了白泥井的一团二营驻地。11月5日，曹又参、牛化东、二营长柴明堂、参谋主任王子庄、三营长李树林、一营长赵级三、四连长冯世光与全旅官兵在《解放日报》发表起义通电。12月初，曹又参、王子庄在贺晋年陪同下赴延安与中共领导人毛泽东、朱德、彭德怀、刘少奇等见面时，毛泽东称之为国民党军队起义的“火车头”。 朱德、彭德怀设宴招待。贺龙专门为曹又参举行了欢迎晚会。
新十一旅起义后，编入陕甘宁晋绥联防军仍为新十一旅，中央军委任命曹又参为旅长、郭炳坤为政委、牛化东为副旅长，杨林为副政委，王子庄为参谋长、苏效蒙为政治部主任。警三旅抽调大批政工干部到新十一旅，军事干部仍由起义军官担任。
- 第一团团长赵级三，政委高波，副团长高昆山，第一营营长冯世光。后赵级三叛变，逮捕高波、高昆山。解放前夕，高波在南京就义，高昆山在兰州就义[4]。
- 第二团团长李树林，政委马光厚

1946年3月，警三旅调陇东，由新十一旅兼三边军分区，第一团驻防盐池，第二团驻防定边。